# Henry Leung
Henry Leung Chi-Hin (* 10. März 1995 in Hongkong) ist ein Hongkonger Squashspieler. 

## Karriere
Henry Leung begann seine professionelle Karriere im Jahr 2015 und gewann bislang fünf Titel auf der PSA World Tour. Seine höchste Platzierung in der Weltrangliste erreichte er mit Position 42 am 13. Januar 2025. Mit der Hongkonger Nationalmannschaft nahm er an den Asienspielen 2018 teil und gewann mit ihr die Silbermedaille. Außerdem nahm er mit ihr 2019, 2023 und 2024 an der Weltmeisterschaft teil. Bei den 2023 ausgetragenen Asienspielen 2022 in Hangzhou gewann er sowohl im Einzel als auch mit der Mannschaft die Bronzemedaille. 2024 wurde er mit der Mannschaft Vizeasienmeister. Im selben Jahr gewann er die Hongkonger Meisterschaften.

## Erfolge
- Vizeasienmeister mit der Mannschaft: 2024
- Gewonnene PSA-Titel: 5
- Asienspiele: 1 × Silber (Mannschaft 2018), 2 × Bronze (Einzel und Mannschaft 2022)
- Hongkonger Meister: 2024